# Vic Carmen Sonne
Victoria "Vic" Carmen Sonne, född 23 april 1994 i Köpenhamn, är en dansk skådespelare.
Sonne har bland annat medverkat i TV-serierna Riket, Helikopterrånet och Bullshit.

## Filmografi (i urval)
- 2022 – Riket (TV-serie)
- 2023 – Bullshit (TV-serie)
- 2024 – Helikopterrånet (TV-serie)
- 2024 – Flickan med nålen